# Yann Ehrlacher
Yann Ehrlacher (Mulhouse, 4 de julio de 1994) es un piloto de automovilismo francés. Es bicampeón mundial de turismos FIA (2020 y 2021) y el más joven, tras ganar el primero de ellos con 24 años. Compite junto a Lynk & Co y Cyan Racing, con quienes también obtuvo el subcampeonato de 2023.
Es hijo de la expiloto Cathy Muller y el exfutbolista Yves Ehrlacher, y sobrino del expiloto Yvan Muller.

## Resultados

### Campeonato Mundial de Turismos
(Clave) (negrita indica pole position) (cursiva indica vuelta rápida)

| Año     | Equipo        | Automóvil       | 1         | 2        | 3        | 4       | 5       | 6       | 7       | 8       | 9       | 10       | 11    | 12      | 13      | 14      | 15      | 16      | 17       | 18       | 19       | 20       | Pos. | Puntos |
| ------- | ------------- | --------------- | --------- | -------- | -------- | ------- | ------- | ------- | ------- | ------- | ------- | -------- | ----- | ------- | ------- | ------- | ------- | ------- | -------- | -------- | -------- | -------- | ---- | ------ |
| 2017    | RC Motorsport | Lada Vesta WTCC | MAR 1 Ret | MAR 2 12 | ITA 1 11 | ITA 2 9 | HUN 1 8 | HUN 2 8 | GER 1 9 | GER 2 9 | POR 1 9 | POR 2 11 | ARG 1 | ARG 2 8 | CHN 1 2 | CHN 2 8 | JPN 1 2 | JPN 2 7 | MAC 1 12 | MAC 2 14 | QAT 1 13 | QAT 2 12 | 10.º | 90     |
| Fuente: |               |                 |           |          |          |         |         |         |         |         |         |          |       |         |         |         |         |         |          |          |          |          |      |        |

### Copa Mundial de Turismos
(Clave) (negrita indica pole position) (cursiva indica vuelta rápida)

| Año     | Equipo                          | Auto                         | 1   | 2   | 3   | 4   | 5   | 6   | 7   | 8   | 9   | 10  | 11  | 12  | 13  | 14  | 15  | 16  | 17  | 18  | 19  | 20  | 21  | 22  | 23  | 24  | 25  | 26  | 27  | 28  | 29  | 30  | Pos. | Pts. |
| ------- | ------------------------------- | ---------------------------- | --- | --- | --- | --- | --- | --- | --- | --- | --- | --- | --- | --- | --- | --- | --- | --- | --- | --- | --- | --- | --- | --- | --- | --- | --- | --- | --- | --- | --- | --- | ---- | ---- |
| 2018    |                                 |                              | MAR | MAR | MAR | HUN | HUN | HUN | ALE | ALE | ALE | NED | NED | NED | POR | POR | POR | SVK | SVK | SVK | CHN | CHN | CHN | CHW | CHW | CHW | JAP | JAP | JAP | MAC | MAC | MAC | 10°  | 204  |
| 2018    | ALL-INKL.COM Münnich Motorsport | Honda Civic Type-R TCR (FK8) | 7   | 4   | 4   | 1   | Ret | 4   | 19  | 6   | Ret | 1   | 2   | 6   | Ret | 7   | 7   | 6   | 9   | 14  | 8   | 18† | 19  | 18  | 15  | 12  | Ret | 9   | Ret | 14  | 6   | 5   | 10°  | 204  |
| 2019    |                                 |                              | MAR | MAR | MAR | HUN | HUN | HUN | SVK | SVK | SVK | NED | NED | NED | ALE | ALE | ALE | POR | POR | POR | CHN | CHN | CHN | JAP | JAP | JAP | MAC | MAC | MAC | MYS | MYS | MYS | 9°   | 222  |
| 2019    | Cyan Performance Lynk & Co      | Lynk & Co 03 TCR             | 8   | 3   | Ret | Ret | Ret | 3   | 22  | 17  | 20  | 7   | 8   | 2   | 6   | Ret | Ret | 2   | 8   | 3   | 13  | 14  | 2   | 12  | 15  | 19  | 8   | 6   | 8   | 14  | 7   | 16  | 9°   | 222  |
| 2020    |                                 |                              | BEL | BEL | ALE | ALE | SVK | SVK | SVK | HUN | HUN | HUN | ESP | ESP | ESP | ARA | ARA | ARA |     |     |     |     |     |     |     |     |     |     |     |     |     |     | 1°   | 234  |
| 2020    | Cyan Racing Lynk & Co           | Lynk & Co 03 TCR             | 7   | 1   | 3   | 1   | 9   | 7   | 11  | 2   | 1   | 8   | 11  | 6   | 12  | 6   | 6   | 2   |     |     |     |     |     |     |     |     |     |     |     |     |     |     | 1°   | 234  |
| 2021    |                                 |                              | ALE | ALE | POR | POR | ESP | ESP | HUN | HUN | CZE | CZE | FRA | FRA | ITA | ITA | RUS | RUS |     |     |     |     |     |     |     |     |     |     |     |     |     |     | 1°   | 223  |
| 2021    | Cyan Racing Lynk & Co           | Lynk & Co 03 TCR             | 8   | 10  | 1   | 6   | 5   | 7   | 3   | 4   | 3   | 4   | 8   | 5   | 10  | 1   | 5   | 6   |     |     |     |     |     |     |     |     |     |     |     |     |     |     | 1°   | 223  |
| 2022    |                                 |                              | FRA | FRA | ALE | ALE | HUN | HUN | ESP | ESP | POR | POR | ITA | ITA | ALS | ALS | BAR | BAR | ARA | ARA |     |     |     |     |     |     |     |     |     |     |     |     | 9.º  | 133  |
| 2022    | Cyan Racing Lynk & Co           | Lynk & Co 03 TCR             | 4   | 15  | C   | C   | 2   | 6   | 5   | 5   | 2   | 8   | DNS | DNS | WD  | WD  |     |     |     |     |     |     |     |     |     |     |     |     |     |     |     |     | 9.º  | 133  |
| Fuente: |                                 |                              |     |     |     |     |     |     |     |     |     |     |     |     |     |     |     |     |     |     |     |     |     |     |     |     |     |     |     |     |     |     |      |      |

### TCR World Tour
(Clave) (negrita indica pole position) (cursiva indica vuelta rápida)

| Año  | Equipo                | Auto                | 1   | 2   | 3   | 4   | 5   | 6   | 7   | 8   | 9   | 10  | 11  | 12  | 13  | 14  | 15  | 16  | 17  | 18  | 19  | 20  | Pos. | Pts. |
| ---- | --------------------- | ------------------- | --- | --- | --- | --- | --- | --- | --- | --- | --- | --- | --- | --- | --- | --- | --- | --- | --- | --- | --- | --- | ---- | ---- |
| 2023 |                       |                     | POR | POR | SPA | SPA | VAL | VAL | HUN | HUN | EPI | EPI | LAP | LAP | SID | SID | SID | BAT | BAT | BAT | MAC | MAC | 2°   | 430  |
| 2023 | Cyan Racing Lynk & Co | Lynk & Co 03 FL TCR | 7   | 7   | 1   | 5   | 5   | 2   | 1   | 6   | 5   | 3   | 6   | 16† | 6   | 9   | 7   | 4   | 5   | 1   | 6   | 3   | 2°   | 430  |
| 2024 |                       |                     | VAL | VAL | MAR | MAR | MID | MID | INT | INT | EPI | EPI | ZHU | ZHU | MAC | MAC |     |     |     |     |     |     | °    |      |
| 2024 | Lynk & Co Cyan Racing | Lynk & Co 03 FL TCR | 2   | 14  | 1   | Ret | 6   | 1   | 4   | 20  |     |     |     |     |     |     |     |     |     |     |     |     | °    |      |